# II liga polska w piłce siatkowej mężczyzn (2024/2025)
II liga polska w piłce siatkowej mężczyzn 2024/2025 – 35. edycja ligowych rozgrywek siatkarskich trzeciego szczebla, organizowanych przez Polski Związek Piłki Siatkowej pod nazwą II liga.

## System rozgrywek
- Etap I (dwurundowa faza zasadnicza) – przeprowadzona zostaje w formule ligowej, systemem kołowym (tj. "każdy z każdym – mecz i rewanż".

O końcowej klasyfikacji decyduje kolejno:
1. większa liczba zdobytych punktów
2. większa liczba zwycięstw
3. większy stosunek setów,
4. większy stosunek „małych” punktów
5. wynik bezpośrednich spotkań (kolejno – punkty, sety, „małe punkty”)

Najwyżej sklasyfikowane cztery drużyny każdej z grup awansują do rundy play-off. Najsłabsze dwa zespoły każdej z grup spadają do III ligi. Pod uwagę zarówno w kwestii udziału w rundzie play-off jak i możliwości spadku nie jest brany zespół SMS PZPS Spała II.
- Etap II (runda play-off) – biorą w niej udział zespoły z miejsc 1-4 fazy zasadniczej. Rozgrywana  do  trzech  wygranych  spotkań ze zmianą gospodarza po dwóch kolejnych spotkaniach. Gospodarzem  I  terminu  play‐off  jest zespół,  który  po  rundzie  zasadniczej  zajął  wyższe  miejsce  w  tabeli.  Zespoły  grają według poniższego rozstawienia (konfrontują się drużyny z tej samej grupy):

1 – 4  
2 – 3  
Zwycięzcy  rywalizacji zagrają  w  turnieju  półfinałowym.  Przegrani  kończą sezon na miejscach 3‐4, zgodnie z tabelą po rundzie zasadniczej.
- Etap III (turnieje półfinałowe) – turnieje półfinałowe z udziałem 8 najlepszych drużyn, podzielone zostają one na 2 grupy:

I turniej: zwycięzca grupy 1, druga drużyna grupy 2, zwycięzca grupy 3, 
druga drużyna grupy 4
II turniej: zwycięzca grupy 4, druga drużyna grupy 3, zwycięzca grupy 2, 
druga drużyna grupy 1
Gra systemem "każdy z każdym". Do turnieju finałowego awansują po dwie najlepsze drużyny z każdej grupy.
- Etap IV (turniej finałowy) – 4 zespoły grają systemem "każdy z każdym". Najlepsze dwie drużyny awansują do PLS 1. Ligi.

## Drużyny uczestniczące[1]

### Grupa 1
| | Uczestnicy poprzedniej edycji        |    |
| --- | ------------------------------------ | -- |
| WIL | LUKS Wilki Wilczyn                   | 2  |
| POZ | Enea Energetyk Poznań                | 3  |
| GOR | PGE Akademia Siatkówki Stilon        | 4  |
| WRZ | Krishome Września                    | 6  |
| ŻYC | Volley Team Żychlin                  | 7  |
| ŁĘC | Lotnik Łęczyca                       | 8  |
| TRE | Trefl Gdańsk II                      | 9  |
| SPC | SPS Cargill Słupca                   | 10 |
| STO | Stoczniowiec Politechnika Gdańska    | 11 |
| | Awans z III ligi                     |    |
| PŁO | KPS Płock                            |    |
| TAR | Tarnovia Volleyball Tarnowo Podgórne |    |
| TRZ | SUS Travel Elephant Trzebiatów       |    |
| Oznaczenia: - kolumna pierwsza – skróty nazw drużyn wpisane na mapie (jeśli ta została zamieszczona), - kolumna trzecia – miejsce zajęte przez daną drużynę w poprzednim sezonie. |                                      |    |

### Grupa 2
| | Uczestnicy poprzedniej edycji  |    |
| --- | ------------------------------ | -- |
| GRO | UKS Sparta Grodzisk Mazowiecki | 1  |
| MET | Metro Family Warszawa          | 2  |
| KOZ | Enea KKS Kozienice             | 3  |
| AUG | Necko Augustów                 | 4  |
| WOL | MOS Wola Tramwaje Warszawskie  | 5  |
| MIE | MTS Międzyrzec Podlaski        | 6  |
| WYS | Camper Wyszków                 | 7  |
| KOB | SwK Kartpol Kobyłka            | 8  |
| SPA | SMS PZPS Spała II              | 9  |
| TMA | Lechia Tomaszów Mazowiecki II  | 10 |
| | Awans z III ligi               |    |
| BEL | ProNutiva SKK Belsk Duży       |    |
| OLS | AZS UWM Olsztyn                |    |
| Oznaczenia: - kolumna pierwsza – skróty nazw drużyn wpisane na mapie (jeśli ta została zamieszczona), - kolumna trzecia – miejsce zajęte przez daną drużynę w poprzednim sezonie. |                                |    |

### Grupa 3
| | Uczestnicy poprzedniej edycji             |    |
| --- | ----------------------------------------- | -- |
| WIE | WKS Wieluń                                | 1  |
| BIE | Dofu Bielawianka Bester Bielawa           | 3  |
| LEG | Ikar Legnica                              | 4  |
| JL | IM Rekord Volley Jelcz-Laskowice          | 5  |
| SIE | Tubądzin Volley MOSiR Sieradz             | 5  |
| ŻAG | BS Żagań WKS Sobieski Żagań               | 6  |
| WAŁ | KPS Akademia Silesiusa Chełmiec Wałbrzych | 7  |
| GUB | MLKS Abo Energy Gubin                     | 8  |
| CZĘS | Eco-Team AZS UJD Stoelzle Częstochowa     | 9  |
| | Spadek z Tauron 1. Ligi                   |    |
| GŁO | SPS Chrobry Głogów                        | 14 |
| WRO | Gwardia Wrocław                           | 15 |
| | Awans z III ligi                          |    |
| NYS | AS PANS Nysa                              |    |
| Oznaczenia: - kolumna pierwsza – skróty nazw drużyn wpisane na mapie (jeśli ta została zamieszczona), - kolumna trzecia – miejsce zajęte przez daną drużynę w poprzednim sezonie. |                                           |    |

### Grupa 4
| | Uczestnicy poprzedniej edycji   |    |
| --- | ------------------------------- | -- |
| SĘD | Avia Solar Sędziszów Małopolski | 2  |
| AND | MKS Andrychów                   | 3  |
| KRO | Karpaty - PANS Krosno           | 4  |
| KĘT | UMKS Kęczanin Kęty              | 5  |
| RYB | TS Volley Rybnik                | 6  |
| TYC | TKS Tychy                       | 7  |
| ROP | Błękitni Ropczyce               | 8  |
| SPA | SMS Sparta Kraków               | 8  |
| JAS | AT Jastrzębski Węgiel           | 10 |
| STO | Volley Strzelce Opolskie        | 10 |
| | Awans z III ligi                |    |
| RZE | AKS V LO Rzeszów                |    |
| STR | MKS Wisłok Strzyżów             |    |
| Oznaczenia: - kolumna pierwsza – skróty nazw drużyn wpisane na mapie (jeśli ta została zamieszczona), - kolumna trzecia – miejsce zajęte przez daną drużynę w poprzednim sezonie. |                                 |    |

## Runda zasadnicza

### Grupa 1
| Lp. | Drużyna                              | Pkt | Mecze | Mecze | Mecze | Rodzaj wyniku | Rodzaj wyniku | Rodzaj wyniku | Rodzaj wyniku | Rodzaj wyniku | Rodzaj wyniku | Sety | Sety | Sety  | Małe punkty | Małe punkty | Małe punkty |
| Lp. | Drużyna                              | Pkt | M     | W     | P     | 3:0           | 3:1           | 3:2           | 2:3           | 1:3           | 0:3           | wyg. | prz. | stos. | zdob.       | str.        | stos.       |
| --- | ------------------------------------ | --- | ----- | ----- | ----- | ------------- | ------------- | ------------- | ------------- | ------------- | ------------- | ---- | ---- | ----- | ----------- | ----------- | ----------- |
| 1   | LUKS Wilki Wilczyn                   | 55  | 22    | 19    | 3     | 9             | 7             | 3             | 1             | 1             | 1             | 60   | 22   | 2.73  | 1917        | 1752        | 1.09        |
| 2   | Volley Team Żychlin                  | 48  | 22    | 15    | 7     | 10            | 3             | 2             | 5             | 2             | 0             | 57   | 28   | 2.04  | 1966        | 1736        | 1.13        |
| 3   | Enea Energetyk Poznań                | 46  | 22    | 15    | 7     | 5             | 8             | 2             | 3             | 2             | 2             | 53   | 33   | 1.61  | 1985        | 1819        | 1.09        |
| 4   | SPS Cargill Słupca                   | 42  | 22    | 15    | 7     | 6             | 4             | 5             | 2             | 5             | 0             | 54   | 35   | 1.54  | 2020        | 1908        | 1.06        |
| 5   | Krishome Września                    | 39  | 22    | 14    | 8     | 5             | 5             | 4             | 1             | 6             | 1             | 50   | 37   | 1.35  | 1981        | 1881        | 1.05        |
| 6   | Trefl Gdańsk II                      | 36  | 22    | 12    | 10    | 5             | 4             | 3             | 3             | 4             | 3             | 46   | 40   | 1.15  | 1937        | 1875        | 1.03        |
| 7   | PGE Akademia Siatkówki Stilon        | 31  | 22    | 10    | 12    | 3             | 4             | 3             | 4             | 5             | 3             | 43   | 46   | 0.93  | 2000        | 2009        | 1           |
| 8   | KPS Płock                            | 29  | 22    | 10    | 12    | 2             | 4             | 4             | 3             | 4             | 5             | 40   | 48   | 0.83  | 1947        | 1966        | 0.99        |
| 9   | Stoczniowiec Politechnika Gdańska    | 26  | 22    | 9     | 13    | 1             | 5             | 3             | 2             | 1             | 10            | 32   | 50   | 0.64  | 1779        | 1943        | 0.92        |
| 10  | SUS Travel Elephant Trzebiatów       | 15  | 22    | 5     | 17    | 1             | 1             | 3             | 3             | 5             | 9             | 26   | 58   | 0.45  | 1751        | 1968        | 0.89        |
| 11  | Lotnik Łęczyca                       | 15  | 22    | 4     | 18    | 1             | 0             | 3             | 6             | 5             | 7             | 29   | 60   | 0.48  | 1839        | 2064        | 0.89        |
| 12  | Tarnovia Volleyball Tarnowo Podgórne | 14  | 22    | 4     | 18    | 1             | 0             | 3             | 5             | 5             | 8             | 27   | 60   | 0.45  | 1805        | 2006        | 0.9         |

Źródło: Volleystation / 2 Liga Mężczyzn
Punktacja: 3:0 i 3:1 – 3 pkt; 3:2 – 2 pkt; 2:3 – 1 pkt; 1:3 i 0:3 – 0 pkt
Zasady ustalania kolejności: 1. liczba punktów; 2. liczba zwycięstw; 3. stosunek setów; 4. stosunek małych punktów; 5. bilans w bezpośrednich meczach
     faza play-off
     spadek do III ligi

### Grupa 2
| Lp. | Drużyna                        | Pkt | Mecze | Mecze | Mecze | Rodzaj wyniku | Rodzaj wyniku | Rodzaj wyniku | Rodzaj wyniku | Rodzaj wyniku | Rodzaj wyniku | Sety | Sety | Sety  | Małe punkty | Małe punkty | Małe punkty |
| Lp. | Drużyna                        | Pkt | M     | W     | P     | 3:0           | 3:1           | 3:2           | 2:3           | 1:3           | 0:3           | wyg. | prz. | stos. | zdob.       | str.        | stos.       |
| --- | ------------------------------ | --- | ----- | ----- | ----- | ------------- | ------------- | ------------- | ------------- | ------------- | ------------- | ---- | ---- | ----- | ----------- | ----------- | ----------- |
| 1   | UKS Sparta Grodzisk Mazowiecki | 54  | 22    | 19    | 3     | 9             | 5             | 5             | 2             | 0             | 1             | 61   | 24   | 2.54  | 1934        | 1702        | 1.14        |
| 2   | Necko Augustów                 | 51  | 22    | 17    | 5     | 12            | 3             | 2             | 2             | 2             | 1             | 57   | 22   | 2.59  | 1867        | 1548        | 1.21        |
| 3   | Camper Wyszków                 | 50  | 22    | 17    | 5     | 9             | 6             | 2             | 1             | 1             | 3             | 54   | 25   | 2.16  | 1839        | 1648        | 1.12        |
| 4   | SwK Kartpol Kobyłka            | 40  | 22    | 13    | 9     | 9             | 1             | 3             | 4             | 3             | 2             | 50   | 34   | 1.47  | 1895        | 1790        | 1.06        |
| 5   | MOS Wola Tramwaje Warszawskie  | 31  | 22    | 10    | 12    | 7             | 1             | 2             | 3             | 4             | 5             | 40   | 41   | 0.98  | 1792        | 1764        | 1.02        |
| 6   | ProNutiva SKK Belsk Duży       | 30  | 22    | 10    | 12    | 7             | 1             | 2             | 2             | 4             | 6             | 38   | 41   | 0.93  | 1739        | 1776        | 0.98        |
| 7   | Metro Family Warszawa          | 30  | 22    | 9     | 13    | 4             | 4             | 1             | 4             | 3             | 6             | 38   | 45   | 0.84  | 1871        | 1884        | 0.99        |
| 8   | MTS Międzyrzec Podlaski        | 29  | 22    | 10    | 12    | 4             | 2             | 4             | 3             | 2             | 7             | 38   | 46   | 0.83  | 1820        | 1874        | 0.97        |
| 9   | Enea KKS Kozienice             | 29  | 22    | 9     | 13    | 5             | 3             | 1             | 3             | 3             | 7             | 36   | 44   | 0.82  | 1775        | 1810        | 0.98        |
| 10  | AZS UWM Olsztyn                | 28  | 22    | 10    | 12    | 3             | 4             | 3             | 1             | 4             | 7             | 36   | 46   | 0.78  | 1723        | 1862        | 0.93        |
| 11  | SMS PZPS Spała II              | 24  | 22    | 8     | 14    | 3             | 3             | 2             | 2             | 4             | 8             | 32   | 49   | 0.65  | 1702        | 1838        | 0.93        |
| 12  | Lechia Tomaszów Mazowiecki II  | 0   | 22    | 0     | 22    | 0             | 0             | 0             | 0             | 3             | 19            | 3    | 66   | 0.05  | 1265        | 1726        | 0.73        |

Źródło: Volleystation / 2 Liga Mężczyzn
Punktacja: 3:0 i 3:1 – 3 pkt; 3:2 – 2 pkt; 2:3 – 1 pkt; 1:3 i 0:3 – 0 pkt
Zasady ustalania kolejności: 1. liczba punktów; 2. liczba zwycięstw; 3. stosunek setów; 4. stosunek małych punktów; 5. bilans w bezpośrednich meczach
     faza play-off
     spadek do III ligi

### Grupa 3
| Lp. | Drużyna                                   | Pkt | Mecze | Mecze | Mecze | Rodzaj wyniku | Rodzaj wyniku | Rodzaj wyniku | Rodzaj wyniku | Rodzaj wyniku | Rodzaj wyniku | Sety | Sety | Sety  | Małe punkty | Małe punkty | Małe punkty |
| Lp. | Drużyna                                   | Pkt | M     | W     | P     | 3:0           | 3:1           | 3:2           | 2:3           | 1:3           | 0:3           | wyg. | prz. | stos. | zdob.       | str.        | stos.       |
| --- | ----------------------------------------- | --- | ----- | ----- | ----- | ------------- | ------------- | ------------- | ------------- | ------------- | ------------- | ---- | ---- | ----- | ----------- | ----------- | ----------- |
| 1   | WKS Wieluń                                | 60  | 22    | 20    | 2     | 11            | 7             | 2             | 2             | 0             | 0             | 64   | 17   | 3.76  | 1933        | 1595        | 1.21        |
| 2   | SPS Chrobry Głogów                        | 51  | 22    | 16    | 6     | 11            | 5             | 0             | 3             | 2             | 1             | 56   | 23   | 2.43  | 1884        | 1625        | 1.16        |
| 3   | BS Żagań WKS Sobieski Żagań               | 48  | 22    | 16    | 6     | 11            | 2             | 3             | 3             | 2             | 1             | 56   | 26   | 2.15  | 1902        | 1678        | 1.13        |
| 4   | Gwardia Wrocław                           | 42  | 22    | 15    | 7     | 9             | 3             | 3             | 0             | 3             | 4             | 48   | 30   | 1.6   | 1756        | 1659        | 1.06        |
| 5   | Eco-Team AZS UJD Stoelzle Częstochowa     | 39  | 22    | 14    | 8     | 4             | 5             | 5             | 2             | 2             | 4             | 48   | 39   | 1.23  | 1942        | 1870        | 1.04        |
| 6   | KPS Akademia Silesiusa Chełmiec Wałbrzych | 37  | 22    | 13    | 9     | 6             | 2             | 5             | 3             | 2             | 4             | 47   | 39   | 1.21  | 1894        | 1825        | 1.04        |
| 7   | IM Rekord Volley Jelcz-Laskowice          | 31  | 22    | 11    | 11    | 6             | 1             | 4             | 2             | 4             | 5             | 41   | 42   | 0.98  | 1829        | 1786        | 1.02        |
| 8   | Dofu Bielawianka Bester Bielawa           | 28  | 22    | 9     | 13    | 2             | 3             | 4             | 5             | 2             | 6             | 39   | 50   | 0.78  | 1896        | 1984        | 0.96        |
| 9   | Ikar Legnica                              | 26  | 22    | 8     | 14    | 4             | 1             | 3             | 5             | 3             | 6             | 37   | 49   | 0.76  | 1793        | 1910        | 0.94        |
| 10  | MLKS Abo Energy Gubin                     | 18  | 22    | 6     | 16    | 3             | 1             | 2             | 2             | 4             | 10            | 26   | 53   | 0.49  | 1658        | 1813        | 0.91        |
| 11  | AS PANS Nysa                              | 8   | 22    | 2     | 20    | 0             | 2             | 0             | 2             | 3             | 15            | 13   | 62   | 0.21  | 1385        | 1818        | 0.762       |
| 12  | Tubądzin Volley MOSiR Sieradz             | 5   | 22    | 2     | 20    | 1             | 0             | 1             | 3             | 5             | 12            | 17   | 62   | 0.27  | 1554        | 1863        | 0.83        |

Źródło: Volleystation / 2 Liga Mężczyzn
Punktacja: 3:0 i 3:1 – 3 pkt; 3:2 – 2 pkt; 2:3 – 1 pkt; 1:3 i 0:3 – 0 pkt
Zasady ustalania kolejności: 1. liczba punktów; 2. liczba zwycięstw; 3. stosunek setów; 4. stosunek małych punktów; 5. bilans w bezpośrednich meczach
Uwagi: Decyzją PZPS klub Tubądzin Volley MOSiR Sieradz został ukarany odjęciem 3 pkt.
     faza play-off
     spadek do III ligi

### Grupa 4
| Lp. | Drużyna                         | Pkt | Mecze | Mecze | Mecze | Rodzaj wyniku | Rodzaj wyniku | Rodzaj wyniku | Rodzaj wyniku | Rodzaj wyniku | Rodzaj wyniku | Sety | Sety | Sety  | Małe punkty | Małe punkty | Małe punkty |
| Lp. | Drużyna                         | Pkt | M     | W     | P     | 3:0           | 3:1           | 3:2           | 2:3           | 1:3           | 0:3           | wyg. | prz. | stos. | zdob.       | str.        | stos.       |
| --- | ------------------------------- | --- | ----- | ----- | ----- | ------------- | ------------- | ------------- | ------------- | ------------- | ------------- | ---- | ---- | ----- | ----------- | ----------- | ----------- |
| 1   | MKS Andrychów                   | 55  | 22    | 19    | 3     | 11            | 5             | 3             | 1             | 1             | 1             | 60   | 20   | 3     | 1877        | 1611        | 1.17        |
| 2   | Avia Solar Sędziszów Małopolski | 53  | 22    | 19    | 3     | 6             | 9             | 4             | 0             | 1             | 2             | 58   | 26   | 2.23  | 1992        | 1776        | 1.12        |
| 3   | Volley Strzelce Opolskie        | 49  | 22    | 16    | 6     | 8             | 6             | 2             | 3             | 1             | 2             | 55   | 28   | 1.96  | 1922        | 1690        | 1.14        |
| 4   | Karpaty - PANS Krosno           | 47  | 22    | 16    | 6     | 8             | 4             | 4             | 3             | 2             | 1             | 56   | 30   | 1.87  | 1968        | 1742        | 1.13        |
| 5   | TS Volley Rybnik                | 38  | 22    | 12    | 10    | 7             | 4             | 1             | 3             | 6             | 1             | 48   | 36   | 1.33  | 1994        | 1879        | 1.06        |
| 6   | MKS Wisłok Strzyżów             | 33  | 22    | 11    | 11    | 4             | 5             | 2             | 2             | 5             | 4             | 42   | 42   | 1     | 1878        | 1847        | 1.02        |
| 7   | AKS V LO Rzeszów                | 31  | 22    | 11    | 11    | 5             | 2             | 4             | 2             | 2             | 7             | 39   | 43   | 0.91  | 1698        | 1831        | 0.93        |
| 8   | AT Jastrzębski Węgiel           | 26  | 22    | 9     | 13    | 5             | 2             | 2             | 1             | 4             | 8             | 33   | 45   | 0.73  | 1626        | 1803        | 0.9         |
| 9   | UMKS Kęczanin Kęty              | 25  | 22    | 6     | 16    | 1             | 4             | 1             | 8             | 3             | 5             | 37   | 54   | 0.69  | 1968        | 2034        | 0.97        |
| 10  | TKS Tychy                       | 21  | 22    | 7     | 15    | 4             | 1             | 2             | 2             | 6             | 7             | 31   | 50   | 0.62  | 1692        | 1882        | 0.9         |
| 11  | Błękitni Ropczyce               | 15  | 22    | 5     | 17    | 2             | 1             | 2             | 2             | 3             | 12            | 22   | 56   | 0.39  | 1629        | 1820        | 0.9         |
| 12  | SMS Sparta Kraków               | 3   | 22    | 1     | 21    | 0             | 0             | 1             | 1             | 9             | 11            | 14   | 65   | 0.22  | 1583        | 1912        | 0.83        |

Źródło: Volleystation / 2 Liga Mężczyzn
Punktacja: 3:0 i 3:1 – 3 pkt; 3:2 – 2 pkt; 2:3 – 1 pkt; 1:3 i 0:3 – 0 pkt
Zasady ustalania kolejności: 1. liczba punktów; 2. liczba zwycięstw; 3. stosunek setów; 4. stosunek małych punktów; 5. bilans w bezpośrednich meczach
     faza play-off
     spadek do III ligi

## Runda play-off
(do 3 zwycięstw)

### Grupa 1[2]
| Data       | Drużyna 1             | Wynik | Drużyna 2             | Sety                              |
| ---------- | --------------------- | ----- | --------------------- | --------------------------------- |
| 05.04.2025 | LUKS Wilki Wilczyn    | 3:2   | SPS Cargill Słupca    | 18:25, 25:23, 26:24, 24:26, 17:15 |
| 06.04.2025 | LUKS Wilki Wilczyn    | 0:3   | SPS Cargill Słupca    | 19:25, 23:25, 18:25               |
| 12.04.2025 | SPS Cargill Słupca    | 3:2   | LUKS Wilki Wilczyn    | 25:23, 22:25, 19:25, 36:34, 15:13 |
| 13.04.2025 | SPS Cargill Słupca    | 3:1   | LUKS Wilki Wilczyn    | 20:25, 25:13, 25:14, 25:13        |
|            |                       |       |                       |                                   |
| 05.04.2025 | Volley Team Żychlin   | 0:3   | Enea Energetyk Poznań | 18:25, 22:25, 22:25               |
| 06.04.2025 | Volley Team Żychlin   | 3:1   | Enea Energetyk Poznań | 25:22, 20:25, 25:20, 25:18        |
| 12.04.2025 | Enea Energetyk Poznań | 3:0   | Volley Team Żychlin   | 25:18, 25:16, 25:23               |
| 13.04.2025 | Enea Energetyk Poznań | 3:0   | Volley Team Żychlin   | 25:21, 25:13, 25:22               |

### Grupa 2[3]
| Data       | Drużyna 1                      | Wynik | Drużyna 2                      | Sety                       |
| ---------- | ------------------------------ | ----- | ------------------------------ | -------------------------- |
| 04.04.2025 | UKS Sparta Grodzisk Mazowiecki | 1:3   | SwK Kartpol Kobyłka            | 22:25, 25:11, 24:26, 22:25 |
| 06.04.2025 | UKS Sparta Grodzisk Mazowiecki | 3:0   | SwK Kartpol Kobyłka            | 25:18, 25:20, 25:21        |
| 13.04.2025 | SwK Kartpol Kobyłka            | 0:3   | UKS Sparta Grodzisk Mazowiecki | 25:27, 15:25, 17:25        |
| 14.04.2025 | SwK Kartpol Kobyłka            | 1:3   | UKS Sparta Grodzisk Mazowiecki | 16:25, 21:25, 25:20, 21:25 |
|            |                                |       |                                |                            |
| 05.04.2025 | Necko Augustów                 | 3:1   | Camper Wyszków                 | 25:21, 21:25, 25:12, 25:19 |
| 06.04.2025 | Necko Augustów                 | 3:0   | Camper Wyszków                 | 25:16, 28:26, 25:19        |
| 12.04.2025 | Camper Wyszków                 | 0:3   | Necko Augustów                 | 21:25, 21:25, 18:25        |

### Grupa 3[4]
| Data       | Drużyna 1                   | Wynik | Drużyna 2                   | Sety                              |
| ---------- | --------------------------- | ----- | --------------------------- | --------------------------------- |
| 05.04.2025 | WKS Wieluń                  | 3:0   | Gwardia Wrocław             | 25:19, 25:23, 25:18               |
| 06.04.2025 | WKS Wieluń                  | 3:0   | Gwardia Wrocław             | 25:23, 25:20, 25:16               |
| 12.04.2025 | Gwardia Wrocław             | 0:3   | WKS Wieluń                  | 21:25, 22:25, 21:25               |
|            |                             |       |                             |                                   |
| 05.04.2025 | SPS Chrobry Głogów          | 3:1   | BS Żagań WKS Sobieski Żagań | 25:16, 21:25, 25:20, 25:19        |
| 06.04.2025 | SPS Chrobry Głogów          | 2:3   | BS Żagań WKS Sobieski Żagań | 25:21, 25:19, 23:25, 19:25, 12:15 |
| 12.04.2025 | BS Żagań WKS Sobieski Żagań | 3:0   | SPS Chrobry Głogów          | 25:23, 25:23, 25:19               |
| 13.04.2025 | BS Żagań WKS Sobieski Żagań | 2:3   | SPS Chrobry Głogów          | 19:25, 25:23, 15:25, 25:22, 12:15 |
| 16.04.2025 | SPS Chrobry Głogów          | 0:3   | BS Żagań WKS Sobieski Żagań | 26:28, 23:25, 19:25               |

### Grupa 4[5]
| Data       | Drużyna 1                       | Wynik | Drużyna 2                       | Sety                              |
| ---------- | ------------------------------- | ----- | ------------------------------- | --------------------------------- |
| 05.04.2025 | MKS Andrychów                   | 2:3   | Karpaty - PANS Krosno           | 25:22, 19:25, 25:22, 20:25, 12:15 |
| 06.04.2025 | MKS Andrychów                   | 3:2   | Karpaty - PANS Krosno           | 22:25, 25:19, 25:19, 25:27, 15:12 |
| 13.04.2025 | Karpaty - PANS Krosno           | 3:1   | MKS Andrychów                   | 23:25, 25:19, 25:19, 25:15        |
| 14.04.2025 | Karpaty - PANS Krosno           | 3:0   | MKS Andrychów                   | 25:16, 25:23, 25:19               |
|            |                                 |       |                                 |                                   |
| 05.04.2025 | Avia Solar Sędziszów Małopolski | 3:0   | Volley Strzelce Opolskie        | 25:16, 25:15, 25:19               |
| 06.04.2025 | Avia Solar Sędziszów Małopolski | 3:1   | Volley Strzelce Opolskie        | 21:25, 25:20, 25:20, 25:18        |
| 12.04.2025 | Volley Strzelce Opolskie        | 0:3   | Avia Solar Sędziszów Małopolski | 16:25, 20:25, 20:25               |

## Klasyfikacja końcowa

### Grupa 1
| Lp. | Drużyna                                         |
| --- | ----------------------------------------------- |
| 1   | Enea Energetyk Poznań                           |
| 2   | SPS Cargill Słupca                              |
| 3   | LUKS Wilki Wilczyn                              |
| 4   | Volley Team Żychlin                             |
| 5   | Krishome Września                               |
| 6   | Trefl II Gdańsk                                 |
| 7   | Agencja Inwestycyjna Stilon Gorzów Wielkopolski |
| 8   | KPS Płock                                       |
| 9   | Stoczniowiec Politechnika Gdańska               |
| 10  | SUS Travel Elephant Trzebiatów                  |
| 11  | Lotnik Łęczyca                                  |
| 12  | Tarnovia Volleyball Tarnowo Podgórne            |

     awans do turniejów półfinałowych
     spadek do III ligi

### Grupa 2
| Lp. | Drużyna                        |
| --- | ------------------------------ |
| 1   | UKS Sparta Grodzisk Mazowiecki |
| 2   | Necko Augustów                 |
| 3   | Camper Wyszków                 |
| 4   | SwK Kartpol Kobyłka            |
| 5   | MOS Wola Tramwaje Warszawskie  |
| 6   | ProNutiva SKK Belsk Duży       |
| 7   | Metro Family Warszawa          |
| 8   | MTS Międzyrzec Podlaski        |
| 9   | Enea KKS Kozienice             |
| 10  | AZS UWM Olsztyn                |
| 11  | SMS PZPS II Spała              |
| 12  | Lechia II Tomaszów Mazowiecki  |

     awans do turniejów półfinałowych
     spadek do III ligi

### Grupa 3
| Lp. | Drużyna                                   |
| --- | ----------------------------------------- |
| 1   | WKS Wieluń                                |
| 2   | BS Żagań WKS Sobieski Żagań               |
| 3   | SPS Chrobry Głogów                        |
| 4   | Gwardia Wrocław                           |
| 5   | Eco-Team AZS UJD Stoelzle Częstochowa     |
| 6   | KPS Akademia Silesiusa Chełmiec Wałbrzych |
| 7   | IM Rekord Volley Jelcz-Laskowice          |
| 8   | Dofu Bielawianka-Bester Bielawa           |
| 9   | Ikar Legnica                              |
| 10  | MLKS Abo Energy Gubin                     |
| 11  | AS PANS Nysa                              |
| 12  | Tubądzin Volley MOSiR Sieradz             |

     awans do turniejów półfinałowych
     spadek do III ligi

### Grupa 4
| Lp. | Drużyna                         |
| --- | ------------------------------- |
| 1   | Avia Solar Sędziszów Małopolski |
| 2   | Karpaty-PANS Krosno             |
| 3   | MKS Andrychów                   |
| 4   | Volley Strzelce Opolskie        |
| 5   | TS Volley Rybnik                |
| 6   | MKS Wisłok Strzyżów             |
| 7   | AKS V LO Rzeszów                |
| 8   | AT Jastrzębski Węgiel           |
| 9   | UMKS Kęczanin Kęty              |
| 10  | TKS Tychy                       |
| 11  | Błękitni Ropczyce               |
| 12  | SMS Sparta Kraków               |

     awans do turniejów półfinałowych
     spadek do III ligi

## Turnieje półfinałowe

### Wieluń
Tabela
| Lp. | Drużyna               | Pkt | Mecze | Mecze | Mecze | Rodzaj wyniku | Rodzaj wyniku | Rodzaj wyniku | Rodzaj wyniku | Rodzaj wyniku | Rodzaj wyniku | Sety | Sety | Sety  | Małe punkty | Małe punkty | Małe punkty |
| Lp. | Drużyna               | Pkt | M     | W     | P     | 3:0           | 3:1           | 3:2           | 2:3           | 1:3           | 0:3           | wyg. | prz. | stos. | zdob.       | str.        | stos.       |
| --- | --------------------- | --- | ----- | ----- | ----- | ------------- | ------------- | ------------- | ------------- | ------------- | ------------- | ---- | ---- | ----- | ----------- | ----------- | ----------- |
| 1   | Necko Augustów        | 6   | 3     | 3     | 0     | 2             | 1             | 0             | 0             | 0             | 0             | 9    | 1    | 9     | 244         | 196         | 1.24        |
| 2   | WKS Wieluń            | 5   | 3     | 2     | 1     | 2             | 0             | 0             | 0             | 0             | 1             | 6    | 3    | 2     | 248         | 268         | 0.93        |
| 3   | Karpaty - PANS Krosno | 4   | 3     | 1     | 2     | 0             | 0             | 1             | 0             | 1             | 1             | 4    | 8    | 0.5   | 213         | 192         | 1.11        |
| 4   | Enea Energetyk Poznań | 3   | 3     | 0     | 3     | 0             | 0             | 0             | 1             | 0             | 2             | 2    | 9    | 0.22  | 217         | 266         | 0.82        |

Źródło: Volleystation / 2 Liga Mężczyzn
Punktacja: zwycięstwo – 2 pkt., porażka – 1 pkt.
Zasady ustalania kolejności: 1. liczba punktów; 2. liczba zwycięstw; 3. stosunek setów; 4. stosunek małych punktów; 5. bilans w bezpośrednich meczach
     awans do turnieju finałowego
Terminarz i wyniki
| Data       | Drużyna 1             | Wynik | Drużyna 2             | Sety                              |
| ---------- | --------------------- | ----- | --------------------- | --------------------------------- |
| 25.04.2025 | WKS Wieluń            | 3:0   | Karpaty - PANS Krosno | 25:18, 25:19, 25:17               |
| 25.04.2025 | Necko Augustów        | 3:0   | Enea Energetyk Poznań | 25:14, 25:18, 25:23               |
|            |                       |       |                       |                                   |
| 26.04.2025 | Karpaty - PANS Krosno | 3:2   | Enea Energetyk Poznań | 25:12, 22:25, 25:22, 25:27, 15:13 |
| 26.04.2025 | WKS Wieluń            | 0:3   | Necko Augustów        | 21:25, 15:25, 23:25               |
|            |                       |       |                       |                                   |
| 27.04.2025 | Necko Augustów        | 3:1   | Karpaty - PANS Krosno | 18:25, 26:24, 25:15, 25:18        |
| 27.04.2025 | Enea Energetyk Poznań | 0:3   | WKS Wieluń            | 20:25, 16:25, 27:29               |

### Słupca
Tabela
| Lp. | Drużyna                         | Pkt | Mecze | Mecze | Mecze | Rodzaj wyniku | Rodzaj wyniku | Rodzaj wyniku | Rodzaj wyniku | Rodzaj wyniku | Rodzaj wyniku | Sety | Sety | Sety  | Małe punkty | Małe punkty | Małe punkty |
| Lp. | Drużyna                         | Pkt | M     | W     | P     | 3:0           | 3:1           | 3:2           | 2:3           | 1:3           | 0:3           | wyg. | prz. | stos. | zdob.       | str.        | stos.       |
| --- | ------------------------------- | --- | ----- | ----- | ----- | ------------- | ------------- | ------------- | ------------- | ------------- | ------------- | ---- | ---- | ----- | ----------- | ----------- | ----------- |
| 1   | UKS Sparta Grodzisk Mazowiecki  | 6   | 3     | 3     | 0     | 0             | 2             | 1             | 0             | 0             | 0             | 9    | 4    | 2.25  | 292         | 266         | 1.1         |
| 2   | BS Żagań WKS Sobieski Żagań     | 5   | 3     | 2     | 1     | 1             | 0             | 1             | 1             | 0             | 0             | 8    | 5    | 1.6   | 287         | 279         | 1.03        |
| 3   | SPS Cargill Słupca              | 4   | 3     | 1     | 2     | 0             | 0             | 1             | 0             | 1             | 1             | 4    | 8    | 0.5   | 268         | 274         | 0.98        |
| 4   | Avia Solar Sędziszów Małopolski | 3   | 3     | 0     | 3     | 0             | 0             | 0             | 2             | 1             | 0             | 5    | 9    | 0.56  | 286         | 314         | 0.91        |

Źródło: Volleystation / 2 Liga Mężczyzn
Punktacja: zwycięstwo – 2 pkt., porażka – 1 pkt.
Zasady ustalania kolejności: 1. liczba punktów; 2. liczba zwycięstw; 3. stosunek setów; 4. stosunek małych punktów; 5. bilans w bezpośrednich meczach
     awans do turnieju finałowego
Terminarz i wyniki
| Data       | Drużyna 1                       | Wynik | Drużyna 2                       | Sety                              |
| ---------- | ------------------------------- | ----- | ------------------------------- | --------------------------------- |
| 25.04.2025 | Avia Solar Sędziszów Małopolski | 2:3   | BS Żagań WKS Sobieski Żagań     | 23:25, 25:21, 21:25, 25:20, 12:15 |
| 25.04.2025 | SPS Cargill Słupca              | 1:3   | UKS Sparta Grodzisk Mazowiecki  | 27:29, 20:25, 25:15, 13:25        |
|            |                                 |       |                                 |                                   |
| 26.04.2025 | BS Żagań WKS Sobieski Żagań     | 2:3   | UKS Sparta Grodzisk Mazowiecki  | 22:25, 25:18, 18:25, 25:20, 13:15 |
| 26.04.2025 | Avia Solar Sędziszów Małopolski | 2:3   | SPS Cargill Słupca              | 25:20, 29:27, 15:25, 19:25, 14:16 |
|            |                                 |       |                                 |                                   |
| 27.04.2025 | SPS Cargill Słupca              | 0:3   | BS Żagań WKS Sobieski Żagań     | 23:25, 21:25, 26:28               |
| 27.04.2025 | UKS Sparta Grodzisk Mazowiecki  | 3:1   | Avia Solar Sędziszów Małopolski | 25:17, 25:18, 20:25, 25:18        |

## Turniej finałowy (Grodzisk Mazowiecki)
Tabela
| Lp. | Drużyna                        | Pkt | Mecze | Mecze | Mecze | Rodzaj wyniku | Rodzaj wyniku | Rodzaj wyniku | Rodzaj wyniku | Rodzaj wyniku | Rodzaj wyniku | Sety | Sety | Sety  | Małe punkty | Małe punkty | Małe punkty |
| Lp. | Drużyna                        | Pkt | M     | W     | P     | 3:0           | 3:1           | 3:2           | 2:3           | 1:3           | 0:3           | wyg. | prz. | stos. | zdob.       | str.        | stos.       |
| --- | ------------------------------ | --- | ----- | ----- | ----- | ------------- | ------------- | ------------- | ------------- | ------------- | ------------- | ---- | ---- | ----- | ----------- | ----------- | ----------- |
| 1   | UKS Sparta Grodzisk Mazowiecki | 5   | 3     | 2     | 1     | 1             | 1             | 0             | 1             | 0             | 0             | 8    | 4    | 2     | 280         | 243         | 1.15        |
| 2   | Necko Augustów                 | 5   | 3     | 2     | 1     | 1             | 1             | 0             | 0             | 1             | 0             | 7    | 4    | 1.75  | 261         | 237         | 1.1         |
| 3   | WKS Wieluń                     | 5   | 3     | 2     | 1     | 1             | 0             | 1             | 0             | 1             | 0             | 7    | 5    | 1.4   | 258         | 243         | 1.06        |
| 4   | BS Żagań WKS Sobieski Żagań    | 3   | 3     | 0     | 3     | 0             | 0             | 0             | 0             | 0             | 3             | 0    | 9    | 0     | 149         | 225         | 0.66        |

Źródło: Volleystation / 2 Liga Mężczyzn
Punktacja: zwycięstwo – 2 pkt., porażka – 1 pkt.
Zasady ustalania kolejności: 1. liczba punktów; 2. liczba zwycięstw; 3. stosunek setów; 4. stosunek małych punktów; 5. bilans w bezpośrednich meczach
     awans do PLS 1. Ligi
Terminarz i wyniki
| Data       | Drużyna 1                      | Wynik | Drużyna 2                      | Sety                              |
| ---------- | ------------------------------ | ----- | ------------------------------ | --------------------------------- |
| 09.05.2025 | Necko Augustów                 | 3:1   | WKS Wieluń                     | 25:21, 25:20, 22:25, 25:19        |
| 09.05.2025 | BS Żagań WKS Sobieski Żagań    | 0:3   | UKS Sparta Grodzisk Mazowiecki | 18:25, 20:25, 18:25               |
|            |                                |       |                                |                                   |
| 10.05.2025 | WKS Wieluń                     | 3:2   | UKS Sparta Grodzisk Mazowiecki | 13:25, 19:25, 26:24, 25:18, 15:13 |
| 10.05.2025 | Necko Augustów                 | 3:0   | BS Żagań WKS Sobieski Żagań    | 25:14, 25:19, 25:19               |
|            |                                |       |                                |                                   |
| 11.05.2025 | BS Żagań WKS Sobieski Żagań    | 0:3   | WKS Wieluń                     | 19:25, 14:25, 8:25                |
| 11.05.2025 | UKS Sparta Grodzisk Mazowiecki | 3:1   | Necko Augustów                 | 25:20, 18:25, 32:30, 25:14        |